# セレブレーション (クール&ザ・ギャングの曲)
「セレブレーション」(Celebration)は、クール&ザ・ギャングが1980年にリリースしたシングルで、アルバム『セレブレート!』に収録された。
この曲は、バンドにとって全米Billboard Hot 100で第1位を獲得した最初にして唯一のシングルとなっている。
2016年、「セレブレーション」はグラミーの殿堂入りを果たした。
2021年、アメリカ議会図書館は「文化的、歴史的、美的に重要」であるとして、「セレブレーション」を全米録音資料登録簿への保存対象に選んだ。

## カイリー・ミノーグのカバー
オーストラリアの歌手、カイリー・ミノーグは1992年にカバー・ヴァージョンを録音し、ベスト・アルバム『グレイテスト・ヒッツ』に収録した。カイリーのヴァージョンはアルバムから2枚目のシングルカットとしてリリースされた。

### 収録曲
| #  | タイトル                                               | 作詞 | 作曲・編曲 |
| -- | ------------------------------------------------------ | ---- | ---------- |
| 1. | 「セレブレーション」                                   |      |            |
| 2. | 「セレブレーション（ハヴ・ア・パーティー・ミックス）」 |      |            |
| 3. | 「セレブレーション（テクノ・レイヴ・ミックス）」       |      |            |
| 4. | 「レッツ・ゲット・トゥ・イット（7インチ・ミックス）」  |      |            |
| 5. | 「レッツ・ゲット・トゥ・イット（12インチ・ミックス）」 |      |            |